# Chuột đánh bom
Chuột đánh bom (Rat bomb) hay còn gọi là chuột kích phát nổ (Explosive rat) là những con chuột được sử dụng để mang các chất nổ nhằm kích hoạt tấn công các mục tiêu trong quân sự, đây là một dạng thể loại của đội quân động vật. Chuột bom là một trong những vũ khí mà người Anh sáng chế để thực hiện các hoạt động phá hoại, tiêu diệt các mục tiêu của quân đội phát xít Đức trong Chiến tranh thế giới II. 

## Sử dụng
Trong cuộc Thế chiến II, điệp viên Anh đã sử dụng những con chuột bom với mục đích phá hủy các nhà máy của phát xít Đức, cụ thể là trong thời gian diễn ra chiến tranh thế, các nhà khoa học Anh nảy ra ý tưởng tạo ra những con chuột bom, tức bắt những con chuột rồi nhét đầy chất nổ vào bên trong tạo thành một thiết bị nổ mà phát xít Đức không hề ngờ đến. Đây là một kế hoạch khá táo bạo.
Vũ khí chuột bom sẽ đạt được hiệu quả khi phát xít Đức ném những con chuột chết vào đống lửa để đốt xác thì sẽ gây ra vụ nổ lớn tại các nồi hơi bên trong các nhà máy vũ khí của Đức quốc xã. Tuy nhiên, theo kế hoạch này của Anh thất bại vì giới chức trách Đức Quốc xã bắt giữ được 100 vũ khí chuột bom đầu tiên vào năm 1942, quân Đức truy bắt gắt gao loài chuột vì cho rằng có tới hàng ngàn con chuột bom khác đang ở bên ngoài.